# Ґрельсія Ізабели
Ґрельсія Ізабели (Graellsia isabellae) — вид метеликів родини сатурнієвих (Saturniidae).

## Назва
Вид названо на честь іспанської королеви Ізабели II. Рід Graellsia вшановує першовідкривача виду, іспанського натураліста Маріано де ла Пас Граельса (1809—1898).

## Опис
Розмах крил самців 65—90 мм, самиць — 70—100 мм. Вирощені в інсектаріях особини зазвичай відрізняються меншими розмірами. Передні крила трикутної форми, з серпоподібною вершиною. Задні крила з ліроподібними витягнутими анальними кутами у вигляді хвостів, які підтримуються подовженими і вигнутими жилками М3, Cu1 Сu2 і А2. «Хвостики» на задніх крилах самиці коротші, ніж у самця. Основний фон крил однотонний світлий зеленуватий. Жилки крил рожево-коричневі. Вічка на крилах прозорі в середині, зовні з колом чорного, жовтого, червоного і синюватого кольору. Вусики двосторонньо-перисті.

## Поширення
Вид поширений у гірських районах Центральної та Північної Іспанії та на півдні Франції. З 1987 року спостерігається в горах на південному сході Франції, куди, ймовірно, був завезений людьми. Населяють старі соснові ліси на висоті від 500 до 1800 метрів над рівнем моря.

## Спосіб життя
Гусениці харчуються хвоєю деяких видів сосен, головним чином Pinus sylvestris, Pinus nigra salzmannii та Pinus uncinata.
Метелики літають наприкінці квітня — на початку травня. Після спарювання самиця відкладає від 100 до 150 яєць на хвою сосни. Личинки вилуплюються через 1—2 тижні і починають поїдати найжорсткішу хвою. Приблизно через півтора місяця гусениці спускаються з дерева та заляльковуються у землі. Лялечки в коконі зимують до наступної весни.

## Охорона
Graellsia isabellae охороняється в Європі і занесена до Додатку ІІІ Бернської конвенції (охоронна категорія: вид підлягає особливій охороні), а також до Директиви Європейського Союзу 92/43/ЄС «Про збереження природних оселищ та видів природної фауни і флори» (Додаток ІІ. Види рослин і тварин, що становлять особливий інтерес для Європейського Союзу, збереження яких потребує створення територій особливої охорони).